# Bedford megye (Tennessee)
Bedford megye az Amerikai Egyesült Államokban, azon belül Tennessee államban található. Megyeszékhelye és legnagyobb városa Shelbyville. Lakosainak száma 50 237 fő (2020. április 1.). Bedford megye Rutherford, Lincoln, Coffee, Moore és Marshall megyékkel határos.

## Népesség
A megye népességének változása:
| Lakosok száma | 45 134 | 45 326 | 45 489 | 45 901 | 47 183 | 50 237 |
|               | 2010   | 2011   | 2012   | 2013   | 2015   | 2020   |